# Rhododendron canadense
Rhododendron canadense is een bladverliezende struik uit de heidefamilie (Ericaceae). De plant komt van nature voor in het noordoosten van Noord-Amerika.

## Voorkomen
Het verspreidingsgebied loopt van de uiterst noordoostelijke punt van Canada in Labrador en loopt door tot in oostelijk Ontario en de Verenigde Staten, waar de soort voorkomt in onder andere New England en in New York, New Jersey en op grote hoogten in de Appalachen in Pennsylvania. De plant gedijt in vochtige, zure grond in moerassen, venen en open vochtige plaatsen in bossen.

## Beschrijving
De struik wordt 0,5-1,2 m hoog.
De bloemen met een doorsnede van 2-3 cm zijn roze tot paars en groeien in clusters van twee tot zes bloemen. De bloemkroon bestaat uit vijf kroonbladen. De bloem heeft tien meeldraden. In dit laatste wijkt de struik af van andere rododendronsoorten uit het noordoosten van Noord-Amerika, want deze hebben slechts vijf meeldraden. De kroonbladen zijn gedeeltelijk vergroeid, waardoor de bloem tweelippig lijkt: twee kroonbladen vormen een lip, de andere drie kroonbladen vormen de tweede lip.
De bladeren lopen pas uit wanneer de bloemen reeds verschenen zijn en al verwelken. Ze hebben een smalle ovale vorm en zijn 2-6 × 1-2 cm groot. Ze zijn licht behaard. Na de bloei kan de soort nog herkend worden door haar opvallende, oranje bruine zaaddozen van 1-1,2 cm lang.

## Taxonomie
Hedendaagse botanici beschouwen de soort als een ver familielid van de andere Amerikaanse rododendronsoorten, maar 19e-eeuwse taxonomen brachten op grond van de bloemvorm de soort in een eigen geslacht Rhodora onder. De nauwste verwant is Rhododendron vaseyi uit de Appalachen, die vijf tot zeven meeldraden heeft.
De soort vormt moeilijk hybriden. Zelfs met genoemde Rhododendron vaseyi lukt dit vrijwel niet.